# 223
223（二百二十三、にひゃくにじゅうさん）は自然数、また整数において、222の次で224の前の数である。

## 性質
- 223は48番目の素数であり、1つ前は211、次は227。
  - 約数の和は224。
- オイラーの示した素数を導く式 n2 + n + 41 で導き出せる14番目の素数である。1つ前は197、次は251。
- 223 = 223 + 0 × i (iは虚数単位)
  - a + 0 × i (a > 0) で表される26番目のガウス素数である。1つ前は211、次は227。
- 13番目の 8n −1 型の素数である。この類の素数は x2 − 2y2 と表せるが、223 = 152 − 2 × 12 である。1つ前は199、次は239。
- すべての桁が素数である22番目の数である。1つ前は222、次は225。(オンライン整数列大辞典の数列 A046034)
  - すべての桁が素数で素数になる9番目の数である。1つ前は73、次は227。(オンライン整数列大辞典の数列 A019546)
  - 2 と 3 を使った2番目の素数である。1つ前は23、次は233。(オンライン整数列大辞典の数列 A020458)
    - a = 2 、b = 3 のときの a…ab の形で表せる27番目の素数である。1つ前は113、次は227。(オンライン整数列大辞典の数列 A062353)
    - 2…23 の形の2番目の素数である。1つ前は23、次は22222223。(オンライン整数列大辞典の数列 A093162)
- 末尾の2桁が23の2番目の素数である。1つ前は23、次は523。(オンライン整数列大辞典の数列 A244766)
- 3m − 1 (6m − 1)型の素数と 3m + 1 (6m + 1)型の素数の個数が同じになる8番目の数である。1つ前は163、次は229。(オンライン整数列大辞典の数列 A098044)
- 223 = (24 − 1)2 − 2
  - 4番目のキャロル数である。1つ前は47、次は959。
    - 3番目のキャロル素数である。1つ前は47、次は3967。
- 各位の和が7になる18番目の数である。1つ前は214、次は232。
  - 各位の和が7になる数で素数になる5番目の数である。1つ前は151、次は241。(オンライン整数列大辞典の数列 A062337)
  - 各位の和が素数になる素数で、自身を作る数すべてが素数になる6番目の数である。1つ前は23、次は227。(オンライン整数列大辞典の数列 A062088)
- 各位の立方和が43になる最小の数である。次は232。(オンライン整数列大辞典の数列 A055012)
  - 各位の立方和が n になる最小の数である。1つ前の42は1122222、次の44は1223。(オンライン整数列大辞典の数列 A165370)
- 1/223 は循環節の長さが222の循環小数となる。
  - 逆数が循環小数になる数で循環節が222になる最小の数である。次は446。
  - 循環節が n −1 である巡回数を作る18番目の素数である。1つ前は193、次は229。
  - 循環節が n になる最小の数である。1つ前の221は443、次の223は2677。(オンライン整数列大辞典の数列 A003060)
- 223 = 63 + 6 + 1
  - n = 6 のときの n3 + n + 1 の値とみたとき1つ前は131、次は351。(オンライン整数列大辞典の数列 A071568)
    - n3 + n + 1 の形の5番目の素数である。1つ前は131、次は521。(オンライン整数列大辞典の数列 A095692)
- 223 × 10−2 = 2.23 は√5の数字列である。
  - √5 の数字列からできる2番目の素数である。1つ前は2、次は22360679774997896964091。(オンライン整数列大辞典の数列 A242835)

## その他223に関連する項目
- 8月11日は、平年の場合年始から223日目である。また2016年から国民の祝日, 山の日が施行される。
- 西暦223年
- JR西日本223系電車 - 1994年（平成6年）に登場した、西日本旅客鉄道（JR西日本）の電車。
- 第223代ローマ教皇はパウルス4世（在位：1555年5月23日～1559年8月18日）である。
- 特に静岡県などで、富士山と語呂合わせされることがある。
  - 静岡県道223号清水港土肥線
  - ハヤテ223（静岡県を本拠地とする野球チームの運営法人）